# Coesão social
Coesão social é um termo da Sociologia que representa política de cooperação adotada pela União Europeia, por exemplo, que reúne e analisa ações nas áreas social, econômica e territorial impostas sob regulamento comum para todos.
O sociólogo francês Émile Durkheim (1858-1917), procurou explicar esse tema no livro Da divisão do trabalho social, assim como o americano Talcott Parsons (1902-1979) em The social system.
A coesão pode ser entendida como o nível de interação social e o senso de união por um propósito comum em uma sociedade. Valores comunitários e uma noção compartilhada de moralidade são aspectos fundamentais para que haja maior coesão social. Um forte senso de pertencimento ao lugar e um alto nível de interação entre os membros de um grupo configuram, então, uma comunidade coesa;
A coesão social é a característica mais básica que define uma comunidade. Isto é, se existe um grupo, existe certa coesão social. O que varia é o nível de coesão de
uma comunidade - mais coesa ou menos coesa. A coesão social é uma característica de natureza coletiva, que vai além de atributos pessoais do indivíduo. Inclusive, o compartilhamento de valores, objetivos, atitudes e hábitos é muitas vezes a razão central da própria existência de um grupo.
Apesar disso, este compartilhamento de valores e visões ideais de sociedade não acontece em um contexto de uniformidade total das opiniões dos indivíduos, nem em um ambiente sem liberdade de expressão. É necessário que haja um cuidadoso incentivo e respeito à diversidade para que a coesão social aconteça e esta diversidade muitas vezes deve ser respaldada pelo próprio Estado.
Justamente, a falta de respaldo de políticas públicas para melhorar a coesão social e colabora para que diversos grupos sociais (ex.: a população de baixa renda, jovens altamente conectados à internet e a população da terceira idade) vivenciem em diferentes contextos a exclusão e a marginalização social. No caso das populações de baixa renda, essa marginalização social urbana é marcada pela exclusão destas pessoas de acesso a serviços, instituições e oportunidades nas cidades.
Dessa forma, a marginalização produzida pela estrutura de poder e pela falta de equidade social nas grandes cidades é um dos vetores para a violência urbana.
Nem todos os grupos socialmente coesos podem ser associados a valores nobres ou elevados. Como exemplos negativos, pode-se observar: grupos de hackers que cometem crimes virtuais, facções criminosas que atuam tanto dentro quanto fora dos presídios em escala nacional, organizações informais de tráfico de animais silvestres. Esses são casos em que grupos com objetivos distantes da ética para o bem comum apresentam, em sua configuração, uma elevada coesão social.
Um alto nível de coesão social é um pressuposto para a configuração de uma sociedade que tenha bases sólidas para gerar concordância em viabilizar ações coletivas em busca da sustentabilidade social, ambiental e econômica.